# Брусилов, Лев Алексеевич
Лев Алексе́евич Бруси́лов (27 февраля [11 марта] 1857, Тифлисская губерния, Российская империя — 22 июля [4 августа] 1909, Санкт-Петербург, Санкт-Петербургская губерния, Российская империя) — российский вице-адмирал. Один из главных инициаторов создания и первый начальник Морского генерального штаба. Сын генерала А. Н. Брусилова, брат генерала А. А. Брусилова.

## Биография
Из дворян Новгородской губернии. Третий и последний сын А. Н. Брусилова, которому при рождении Льва Алексеевича было 68 (по другим данным — 70) лет.
В 1875 году окончил Николаевские морские юнкерские классы Черноморского флота. 13 октября 1876 года зачислен во 2-й Черноморский флотский экипаж. 16 апреля 1878 года произведён в гардемарины.
В 1877—1878 годах принимал участие в русско-турецкой войне. 30 августа 1879 года произведен в чин мичмана.
11 мая 1881 года назначен ревизором корвета «Сокол». 1 января 1884 года произведён в чин лейтенанта. 7 февраля 1884 года находясь в Константинополе в составе экипажа шхуны «Псезуапе» получил огнестрельное ранение в левую голень при исполнении секретных поручений. 1 января 1886 года награждён орденом Святого Станислава 3-й степени. 14 октября того же года награждён турецким орденом Меджидие 4-й степени. В следующем году награждён турецким орденом Османие 3-й степени. В 1888 году награждён болгарским орденом Св. Александра 3-й степени. 1 января 1890 года награждён орденом Святого Владимира 4-й степени. 23 апреля 1890 года назначен флаг-офицером штаба командующего Практической эскадрой Чёрного моря. 30 ноября 1891 года назначен адъютантом главного командира Черноморского флота и портов.

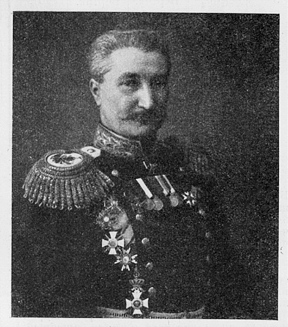
Фото из «ВЭС»

С 1 марта 1892 года вахтенный начальник парохода «Эриклик». 1 марта 1893 года награждён орденом Святого Станислава 2-й степени. 27 сентября того же года назначен вахтенным начальником канонерской лодки «Уралец». 30 декабря 1893 года был назначен адъютантом главного командира Черноморского флота и портов Черного моря. В кампанию 1894 года находился в качестве флаг-офицера главного командира флота и портов Черного моря на борту парохода «Эриклик». 2 апреля 1895 года произведен в чин капитана 2-го ранга. 
В 1895—1897 годах был старшим офицером канонерской лодки «Черноморец». В 1896 году награждён серебряной медалью «В память царствования Императора Александра III». В 1897 году награждён медалью за труды, понесённые при проведении первой переписи населения. В 1897—1898 годах командовал пароходом «Колхида». В 1898—1899 годах командовал минным крейсером «Капитан Сакен». 6 декабря 1899 года «за заграничное плавание» награждён орденом Святой Анны 2-й степени.
В 1899—1900 годах занимал должность флаг-капитана штаба начальника эскадры Тихого океана. Плавал на крейсерах 1-го ранга «Рюрик» и «Россия» и на миноносцах. Участвовал в подавлении Ихэтуаньского восстания.
В 1901 году награждён французским орденом Почетного Легиона. 6 декабря 1901 года «за боевые отличия при усмирении китайских мятежников» награждён мечами к ордену Св. Анны 2-й степени. В 1900—1902 годах командовал канонерской лодкой «Отважный». В 1902 году награждён прусским орденом Короны 2-й степени с мечами, японским орденом Священного Сокровища и медалью в память военных событиях в Китае в 1900—1901 годах.
В 1903 году окончил курс военно-морских наук при Николаевской морской академии. 6 декабря 1903 года произведён в чин капитана 1-го ранга. С 16 февраля по 17 августа 1904 года был начальником стратегической части военно-морского учёного отдела Главного морского штаба, участвовал в разработке планов боевой деятельности флота. Ездил в Париж для организации закупки крейсеров в Чили и Аргентине, однако сделка не состоялась.
17 августа 1904 года назначен командиром крейсера 1-го ранга «Громобой». В феврале 1905 года фактически вступил в должность командира крейсера. 7 февраля 1905 года награждён орденом Святого Владимира 3-й степени с пожалованием 14 ноября «за особые заслуги и распорядительность при походе к берегам Японии и при уничтожении неприятельских шхун» мечей к ордену.
Л. А. Брусилов — один из главных инициаторов создания Морского генерального штаба; в июне 1906 года назначен его начальником; провёл большую работу по организации органов оперативного руководства флотом и разработке перспективных планов военно-морского строительства.
Брусилов участвовал в разработке Малой судостроительной программы и оперативно-тактических заданий на проекты современных кораблей. В октябре 1906 года представил на Высочайшее рассмотрение доклад об основных ближайших задачах Российского флота, а в марте 1907 года — доклад «Стратегические основания для плана войны на море». В том же году произведён за отличие в чин контр-адмирала. Оставил пост начальника генерального штаба из-за разногласий с морским министром и Государственной Думой, был назначен младшим флагманом Балтийского флота. 8 декабря 1908 году произведен в вице-адмиралы с увольнением со службы по болезни.
Скончался в Санкт-Петербурге 22 июля 1909 года, 25 июля был погребён на Никольском кладбище Александро-Невской лавры.

## Семья
- Жена, Екатерина Константиновна, урождённая Панютина (22 июня 1857, Николаев — 2 мая 1936, Москва).
- Дочь, Татьяна Львовна (род. 24 февраля 1881).
- Дочь, Ксения Львовна, в замужестве Доливо-Добровольская (3 августа 1882, Николаев — 14 октября 1965, Москва), муж - Доливо-Добровольский, Борис Иосифович[10].
- Сын, Георгий (Юрий) Львович (6 мая 1884, Николаев — май 1914 близ Земли Франца-Иосифа).
- Сын, Сергей Львович (род 20 июля 1887, дер. Зороково Житомирского уезда Волынской губернии).